# Державна автомобільна інспекція України

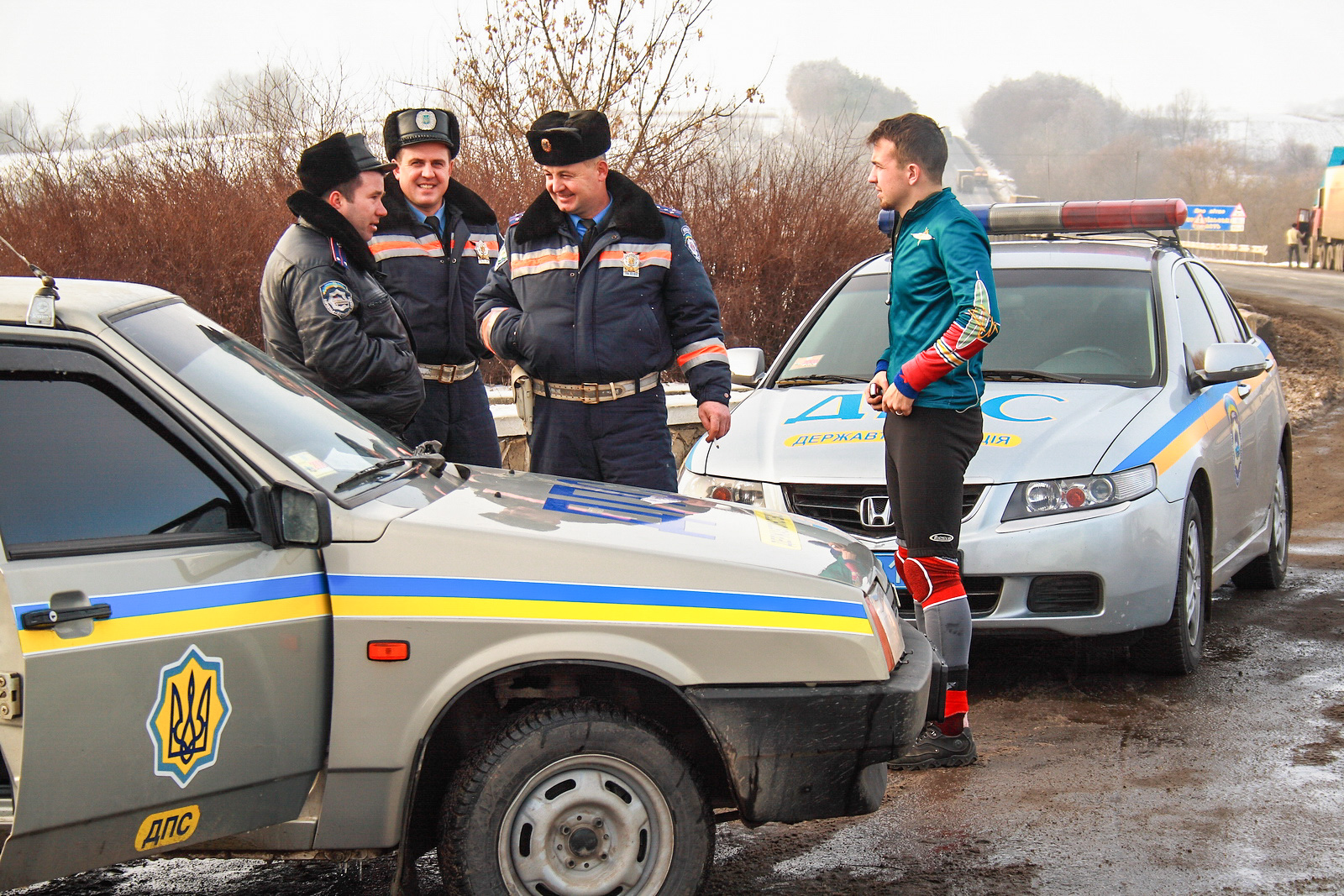
Інспектори ДАІ охороняють порядок на шляху руху марафону, 2007 року

Державна автомобільна інспекція Міністерства внутрішніх справ України (Державна автомобільна інспекція; Державтоінспекція; ДАІ; ДДАІ). Ліквідована 18 листопада 2015 року. Виконувала завдання, які були поставлені Міністерством внутрішніх справ України, брала участь у підготовці законопроєктів, контролювала хід виконання нормативних актів у сфері гарантування безпеки дорожнього руху, розробляла нові навчальні програми та проводила роботу з профілактики дитячого дорожньо-транспортного травматизму, забезпечувала реєстрацію та облік автомототранспортних засобів, оформлення і видачу технічних паспортів, контролювала проведення іншими центральними органами виконавчої влади і транспортними організаціями роботи, спрямованої на запобігання дорожньо-транспортним пригодам, обліковувала та видавала довідки-рахунки, акти прийому-передачі транспортних засобів.

## Історія
Вперше державну автоінспекцію було створено у 1936 році та включено до складу Головного управління Робітничо-селянської міліції НКВС СРСР. Державтоінспекції МВС України бере свій початок з 14 квітня 1997 року, коли Кабінет Міністрів України затвердив «Положення про Державну автомобільну інспекцію Міністерства внутрішніх справ».
Влітку 2005 року Президент України Віктор Ющенко реформував ДАІ.
На момент свого розформування Державтоінспекція нараховувала майже 23 тисячі працівників (19.6 тисяч — атестовані, а 3.3 тисяч — вільнонаймані).
В січні 2015 року заступник міністра внутрішніх справ Ека Зґуладзе анонсувала проведення реформи. За її словами, ДАІ повністю реорганізують, усіх працівників звільнять, а замість інспекції буде створено патрульну службу з більш широкими повноваженнями..
12 лютого 2015 р. Верховна Рада України проголосувала за законопроєкт № 1550; «Про внесення змін до деяких законодавчих актів України щодо реформування органів внутрішніх справ», відповідно до якого транспортна міліція ліквідовується, а її функції буде виконувати новостворена патрульна поліція.
19 листопада 2015 р. Кабінет Міністрів України офіційно ліквідував Державтоінспекцію та міжрайонні реєстраційно-екзаменаційні відділи Державної інспекції безпеки дорожнього руху (МРЕВ). Створені Сервісні центри МВС, змінені процедури — підготовлена низка підзаконних нормативних змін.

## Структура ДДАІ МВС України

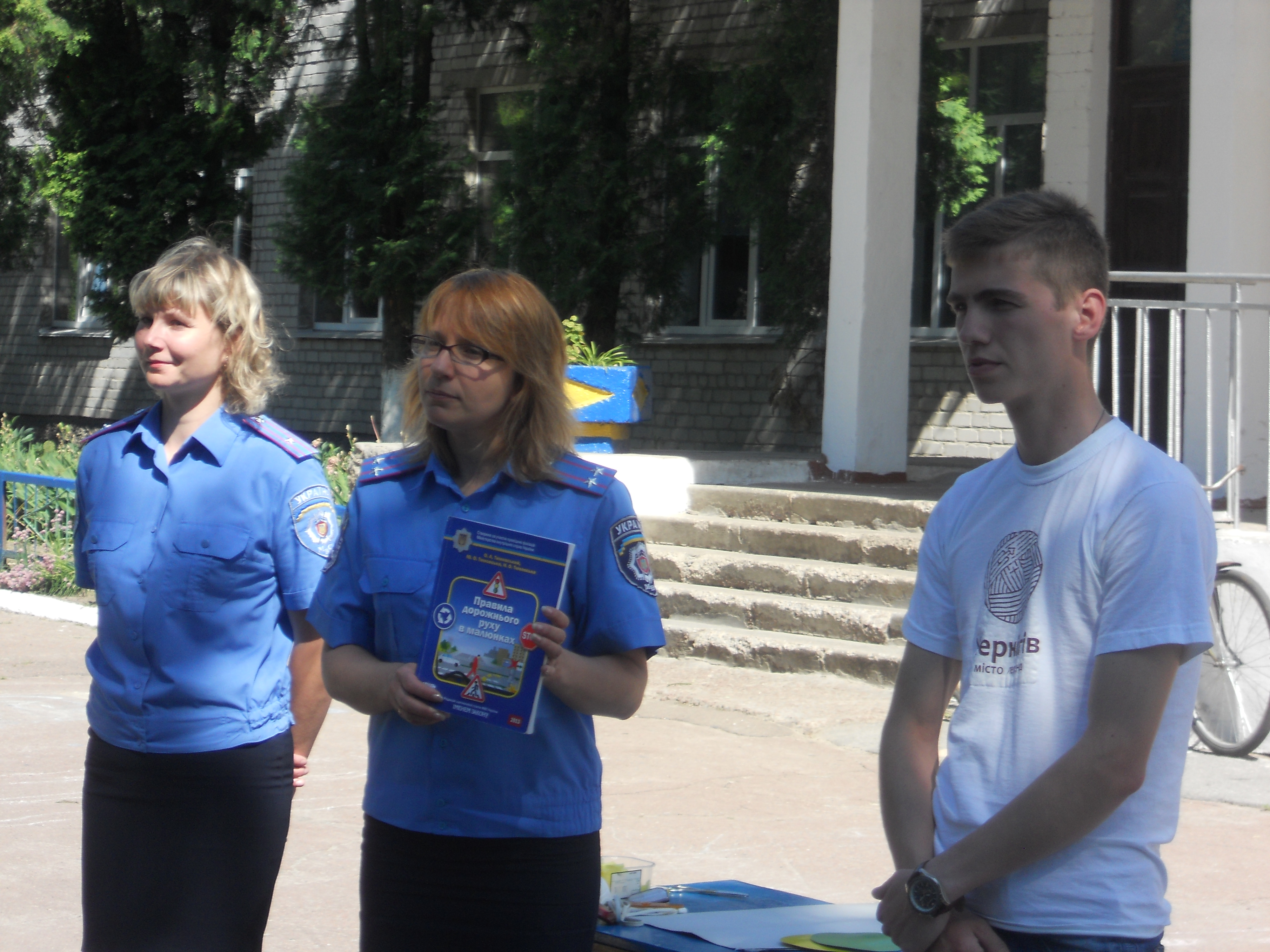
Представники Чернігівського ДАІ проводять день безпеки в с. Новий Білоус

Управління моніторингу та інформаційного забезпечення:
- Відділ моніторингу;
- Відділ інформаційного забезпечення.

Управління дорожньо-патрульної служби, організації розшуку автомототранспортних засобів та профілактичної роботи:
- Відділ дорожньо-патрульної служби;
- Відділ організації розшуку автомототранспортних засобів;
- Відділ профілактичної роботи.

Управління державної автомобільно — технічної інспекції, нагляду за перевезення небезпечних вантажів та станом доріг:
- Відділ державної автомобільно — технічної інспекції;
- Відділ нагляду за перевезенням небезпечних вантажів та станом доріг;
- Відділ реєстраційно-екзаменаційної роботи та контролю за реалізацією автомототранспорту.

## Виноски
1. ↑  В Україні ліквідували ДАІ та МРЕВ. Архів оригіналу за 11 квітня 2017. Процитовано 10 квітня 2017.
2. ↑  Зґуладзе анонсувала звільнення всіх нинішніх співробітників ДАІ. Інформаційний Акцент: Україна, Світ. Політика, Економіка. 19 січня 2015. Архів оригіналу за 7 березня 2016.
3. ↑  В Україні зникло ДАІ та МРЕВ: Аваков пояснив, як тепер зареєструвати автомобіль. Архів оригіналу за 1 жовтня 2016. Процитовано 2 листопада 2016.